# Густав Вапперс
Густав Вапперс / Егідіус Карел Густав Вапперс (нід. Egidius Karel Gustaaf, baron Wappers, 23 серпня 1803, Антверпен, Бельгія — 6 грудня 1874, Париж, Франція) — бельгійський художник, представник романтизму, працював в Антверпені (1822—1853) та в Парижі (1853—1874). Вважається одим із засновників бельгійської школи живопису.

## Біографія
Народився в Антверпені 23 серпня 1803 року і отримав ім'я Егідіус-Каролус-Густаф (нід. Egidius-Carolus-Gustaaf); його батьками були Каролус-Якоб Вапперс, 29 років і Марія-Маргарета Леонард, 27 років. Це була сім'я середнього достатку. Батько Вапперса, купець, збанкрутував, але його син залишився з друзями, які підтримували його за рахунок втраченого багатства родини.
Брав приватні уроки живопису у Ігнація ван Регемортера. Навчався у Королівській академії витончених мистецтв в Антверпені, де його вчителями були Маттеус Ігнацій ван Брі та Віллем Якоб Геррейнс.
У 1821 році Густав Вапперс був серед молодих художників, які змагалися за так звану Римську премію, як стипендію для творчої поїздки в Рим. На той час йому ледве виповнилося 18 років. Однак він не виграв премії; лише через два роки, коли він скористався ще одним шансом, йому вдалося здобути цю нагороду. Від 1822 року художник вперше почав виставляти свої картини на художніх салонах, дебютувавши на салоні в Антверпені.
Під час навчання в академії Вапперс вивчав твори старих фламандських майстрів — Рубенса, ван Дейка, Йорданса. Під впливом своїх вчителів (особливо Геррейнса) Вапперс став великим шанувальником творчості Рубенса. Потім, 1824-го, художник був у навчальній поїздці в Роттердамі, Амстердамі та Гаазі, вивчав твори старих голландських майстрів в музеях і більшості спеціальних художніх колекцій, також їздив до Парижа щоб вивчати роботи старих венеційських художників, особливо в Луврі.
У 1826 — 1829 роках митець здійснив дві тривалі поїздки до Парижа. Під час першої подорожі він переважно вивчав венеційський живопис, а під час другої — зробив чудові копії за Рубенсом, Тіціаном та іншими відомими майстрами. В цей період художник створює багато власних полотен на замовлення заможних фламандських аристократів. В часі життя у Парижі молодий художник припинив виставлятися в бельгійських салонах. У Парижі він часто відвідував студії таких художників-романтиків як Поль Деларош і Горацій Верне, але відчував страх перед більш сміливою манерою Ежена Делакруа.
У Парижі Вапперс був свідком суперництва живописних напрямків класицизму (прихильники та послідовники Ж.Л. Давида) і нововиниклого романтизму (Т. Жеріко та Е. Делакруа). Бельгійський живопис часів Вапперса традиційно розвивався під сильним впливом французьких художніх традицій і в ньому панував класицизм. Перші картини Вапперса теж були класичними. Однак, під впливом французьких митців-романтиків Вапперс перейняв їхній стиль живопису і писав насичені емоціями та драматизмом історичні сюжети, застосовуючи ще й художні прийоми майстрів голландського живопису XVII ст., й передусім — Пітера Пауля Рубенса.
Виконана у таких традиціях картина «Самопожертва бургомістра Ван дер Верффа», показана на Брюссельському салоні 1830 року, була рішучим протестом проти класицизму і значно додала популярності молодому Вапперсу. Полотно зображує момент, коли мер Ван дер Верфф пропонує власне тіло як їжу голодному натовпу під час облоги Лейдена іспанцями у 1574 році. За усталеним в історіографії поглядом, цим героїчним вчинком він хотів переконати своїх співгромадян не піддаватися голоду, а наполегливо чинити опір іспанському правлінню. Іспанці закрили Лейден від усіх сухопутних і водних шляхів, сподіваючись, що жителі Лейдена здадуться. Вапперс представив сцену в новому романтичному світлі, яке відобразило його перебування у Парижі. На момент проведення Брюссельського художнього салону 1830 року Вапперс уже повернувся з Франції на батьківщину, і його повернення збіглося з Бельгійською революцією та становленням незалежної Бельгійської держави. То ж його салонна робота, створена на тему національної історії молодої держави, неабияк сприяла піднесенню національної свідомості бельгійців. Вапперс, отже, став засновником і беззаперечним лідером нової бельгійської романтичної школи живопису. Багато молодих художників стали захопленими послідовниками романтичного напрямку.
Ґустаф Вапперс також став улюбленцем своїх співгромадян через його похвальні зусилля, спрямовані на процвітання та прославлення мистецтва, та з поваги до його надзвичайного таланту. 1 червня 1832 року Вапперс уже був призначений першим професором живопису Антверпенської академії мистецтв.